# 第一納科內奇內

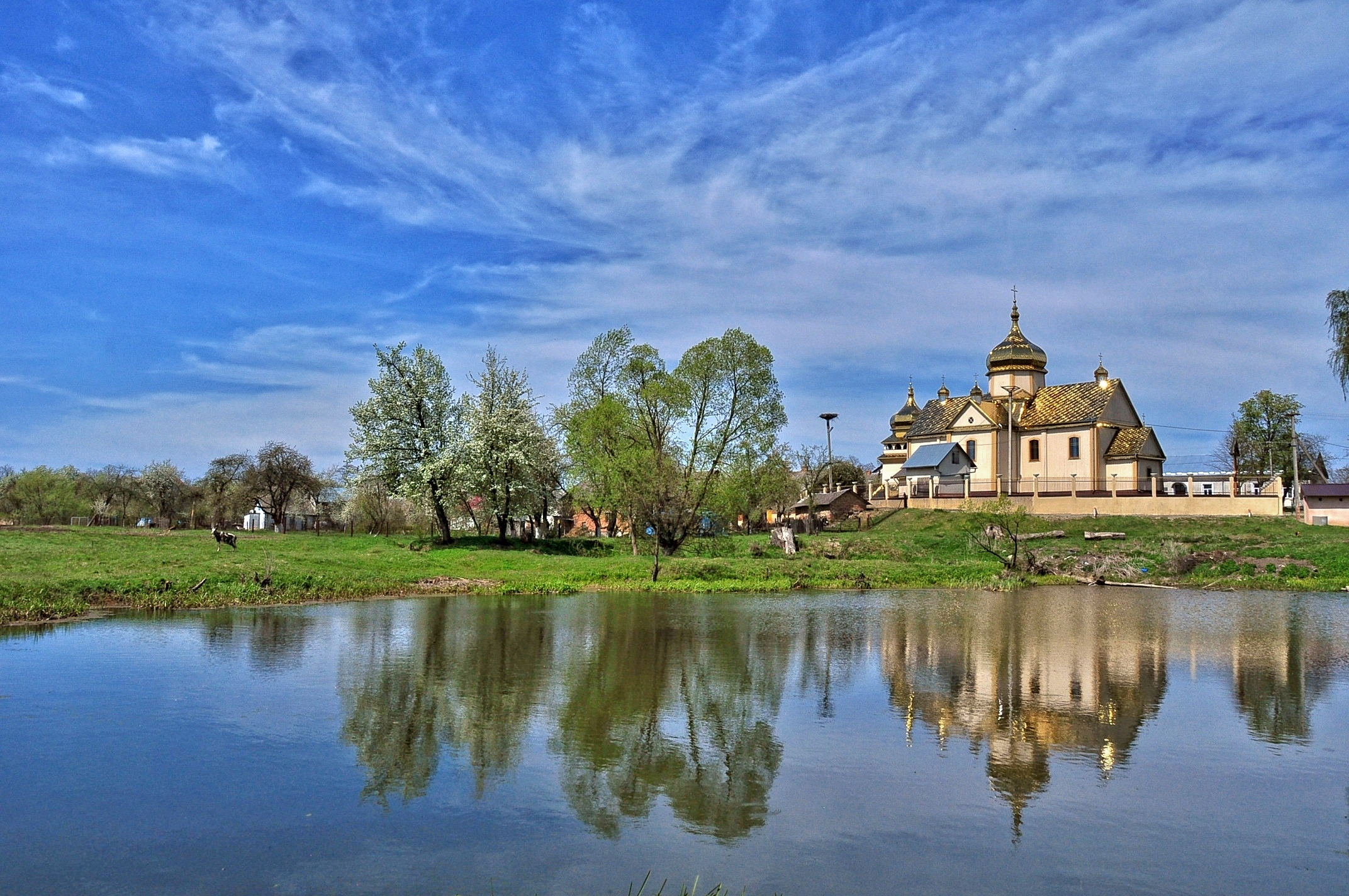
教堂

49°55′59″N 23°20′14″E / 49.93306°N 23.33722°E
第一納科内奇内（烏克蘭語：Наконечне Перше），是烏克蘭西部利沃夫州亞沃里夫區亚沃里夫市镇内的村落。始建於1408年，面積1.41平方公里，海拔高度223米，2001年人口1,154，人口密度每平方公里819.6人。